# Obora (Doksy)
Obora (německy Wobern) je vesnice a část města Doksy v okrese Česká Lípa. Rozkládá se asi 2,5 kilometru jihovýchodně od Doks podél silnice I/38. Obora leží v katastrálním území Obora v Podbezdězí o rozloze 4,05 km².

## Historie

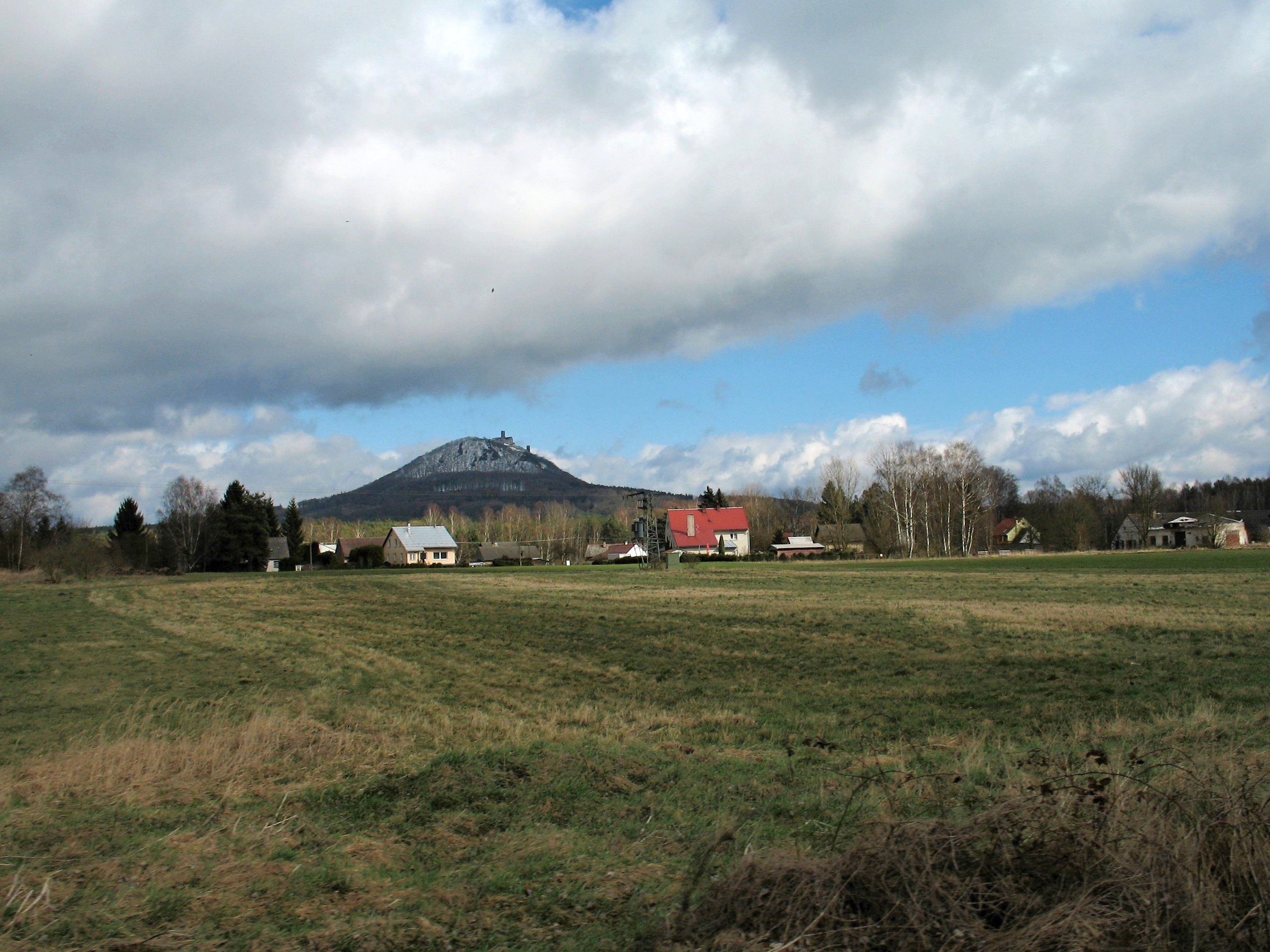
Pohled na Oboru a Bezděz od železniční tratě mezi Doksy a Okny

Na území Obory byly nalezeny doklady o prehistorickém osídlení, konkrétně štípané nástroje z doby kamenné (paleolit až mezolit). První písemná zmínka o Oboře je z roku 1460 a nachází se na listině krále Jiřího z Poděbrad. V té době Obora náležela k Doksům. V druhé polovině 20. století byla Obora napřed od 4. května 1960 připojena k obci Okna, ale od 1. ledna 1981 se opět stala součástí města Doksy.

## Obyvatelstvo
Při sčítání lidu v roce 1921 ve vsi žilo 248 obyvatel (z toho 117 mužů), z nichž byli čtyři Čechoslováci a 244 Němců. Až na jednoho evangelíka se hlásili k římskokatolické církvi. Podle sčítání lidu z roku 1930 měla vesnice 276 obyvatel: čtrnáct Čechoslováků a 262 Němců. Kromě tří evangelíků, tří členů církve československé a jednoho člověka bez vyznání byli římskými katolíky.

## Doprava
Vesnicí po celé její délce prochází silnice I. třídy č. 38, která začíná u křižovatky se silnicí I/9 v nedalekém Jestřebí, před Bělou pod Bezdězem opouští Liberecký kraj a dále vede přes kraje Středočeský, Vysočinu a Jihomoravský až k česko-rakouskému hraničnímu přechodu Hatě – Haugsdorf. Souběžně s touto silnicí vede podél západního okraje Obory železniční trať z České Lípy do Bakova nad Jizerou, nejbližší vlaková zastávka je však až v Oknech.

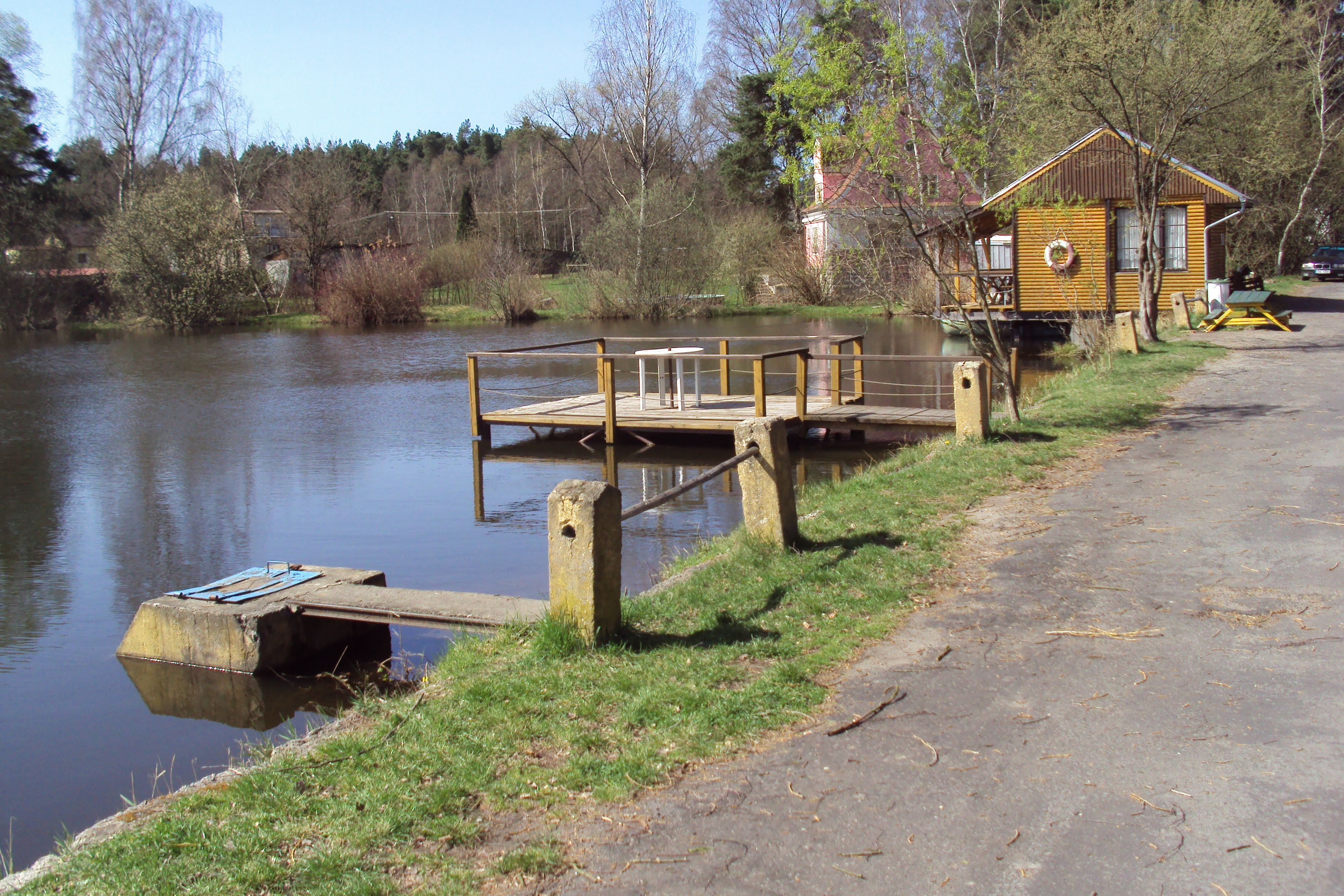
Na katastru Obory je rybník Velká Pateřinka